# Deryłowe
Deryłowe (ukr. Дерилове) – wieś na Ukrainie, w obwodzie donieckim, w rejonie kramatorskim. W 2001 liczyła 108 mieszkańców.